# Uri Tracy
Uri Tracy (* 8. Februar 1764 in Norwich, Colony of Connecticut; † 21. Juli 1838 in Oxford, New York) war ein US-amerikanischer Jurist und Politiker. Er vertrat zwischen 1805 und 1807 sowie zwischen 1809 und 1813 den Bundesstaat New York im US-Repräsentantenhaus.

## Werdegang
Uri Tracy, Sohn von Mary Johnson und Daniel Tracy, wurde während der britischen Kolonialzeit in Norwich geboren und wuchs dort auf. 1789 graduierte er am Yale College. Danach war er als presbyterianischer Kleriker und Missionar bei den Indianern tätig. Er zog 1791 nach Oxford. Am 28. August 1793 heiratete er Ruth Hovey, Tochter von Lydia Haven und General Benjamin Hovey. Das Paar hatte fünf gemeinsame Kinder: Mary Tracy (1802–1868), Otis J. Tracy, Uri Tracy, Charles O. Tracy und Samuel Miles Tracy. Er arbeitete 1794 als First Principal an der Oxford Academy. 1798 wurde er der erste Sheriff im Chenango County – eine Stellung, die er bis zu seinem Rücktritt im August 1801 innehatte. Man wählte ihn zum Stadtschreiber (county clerk). Er bekleidete den Posten zwischen 1801 und 1815. In dieser Zeit saß er 1803 in der New York State Assembly. Zwischen 1802 und 1805 war er First Postmeister in Oxford.
Als Gegner einer zu starken Zentralregierung schloss er sich in jener Zeit der von Thomas Jefferson gegründeten Demokratisch-Republikanischen Partei an. Bei den Kongresswahlen des Jahres 1804 für den 9. Kongress wurde er im 13. Wahlbezirk von New York in das US-Repräsentantenhaus in Washington, D.C. gewählt, wo er am 4. März 1805 als die Nachfolge von Peter Swart antrat. Er schied nach dem 3. März 1807 aus dem Kongress aus. Im Jahr 1808 kandidierte er im 16. Wahlbezirk von New York für den 11. Kongress. Nach einer erfolgreichen Wahl trat er am 4. März 1809 die Nachfolge von John Paterson an. Er wurde einmal wiedergewählt und schied dann nach dem 3. März 1813 aus dem Kongress aus.
Am 8. Juli 1819 ernannte man ihn zum First Judge im Chenango County. Er bekleidete diesen Posten bis zu seinem Tod am 21. Juli 1838 in Oxford. Sein Leichnam wurde dann auf dem Riverview Cemetery beigesetzt.